# Ермекеево
Ермеке́ево (баш. Йәрмәкәй) — село в Республике Башкортостан. Административный центр Ермекеевского сельсовета и Ермекеевского района.

## География
Протекает река Шарлама.

## История
V ревизия 1795 года называет деревню Ермяковой, VII — Ермековой. Ермекеево было основано припущенниками из тептярей и ясачных татар. По договору с башкирами деревни Абдулкаримово Кыр-Еланской волости от 9 марта 1742 года были припущены ясачные татары во главе с Адилем Кильмековым, которые поселились 6 дворами «из платежа в казну ясака ежегодно по 10 куниц». Предполагается, что название села связано с именем тептяря-татарина Ермека Бейкашева, который в 1752 г. оставил своё поселение и был принят «в родственники к общему владению землёю» башкиром с. Рятамак Муртазой Кульчубаевым. В 1749 году здесь поселились башкиры-припущенники.
В восстании Емельяна Пугачева участвовало 26 ясачных татар. В селе также жила семья из татарских мурз,  Махмута Ханесверова (1756—1829) с сыновьями Буркаем и Курмаем. Поскольку недалеко от деревни, на другом берегу реки Ик, на территории Татарстана находится деревня Хансверкино, сделано предположение, что к основанию деревни имел прямое отношение отец Махмута Ханесвер.
В 1929—1930 гг. вместе с коллективизацией появились кино, радио и телефонная связь. 31 января 1935 г. на территории части Белебеевского района организовался новый Ермекеевский район с центром в с. Ермекеево. В конце марта 1935 г. состоялся первый районный съезд советов. В 1962 году Ермекеевский район упразднили путём присоединения к Белебеевскому району. В 1968 г. Ермекеевский район воссоздан вновь.

## Население
| 1795  | 1865  | 1920  | 1939  | 1959  | 1970  | 1979  | 1989  | 2002  |
| ----- | ----- | ----- | ----- | ----- | ----- | ----- | ----- | ----- |
| 59    | ↗749  | ↗2093 | ↗2388 | ↗2522 | ↗2528 | ↗3405 | ↗3481 | ↗4206 |
| 2009  | 2010  | 2021  |       |       |       |       |       |       |
| ↗4266 | ↘3937 | ↗4107 |       |       |       |       |       |       |

Национальный состав
Согласно переписи 2002 года, преобладающие национальности — башкиры (54,5 %), татары (37,5 %).
Согласно переписи 2020 года, преобладающие национальности — татары (54,6 %), башкиры (33,1 %).

## Промышленность
Поскольку район сельскохозяйственный, промышленность не получила значимого развития. Производится кирпич и асфальт для собственных нужд в небольших объёмах. Переработка продукции сельского хозяйства развита незначительно.

## Культура
Историко-краеведческий музей.

## Образование
- средняя общеобразовательная школа,
- профессиональное училище № 140,
- музыкальная школа,
- спортивная детско-юношеская школа.

## Радио
68,45 МГц — Радио России (Бавлы),
70,61 МГц — Радио России (Белебей),
102,4 МГц — Авторадио (Белебей),
103,1 МГц — Милицейская волна (Абдулино),
104,7 МГц — Радио Юлдаш (Белебей),
106,6 МГц — Европа Плюс (Белебей),
107,2 МГц — Спутник FM (Белебей). 

## Религия
Верования представлены мусульманами-суннитами (большинство), христианами, а также старообрядцами и приверженцами языческих верований. Культовое сооружение: кирпичная мечеть, открытая в 2021 году. До этого действующей являлась деревянная мечеть (ныне закрыта).
Имеется ещё одна мечеть.

## Люди, связанные с селом
- Садыкова, Мукарама Хафизовна (род. 25 мая 1931 года) — писатель, драматург, член Союза писателей РБ, заслуженный работник культуры БАССР.